# 斯通蓋特村 (加利福尼亞州)
斯通蓋特村（英語：Stonegate Village）是位於美國加利福尼亞州埃爾多拉多縣的一個非建制地區。該地的面積和人口皆未知。

## 地理
斯通蓋特村的座標為38°41′15″N 121°04′26″W / 38.68750°N 121.07389°W，而該地的平均海拔高度為227米（即745英尺）。